# Zevenaar
Zevenaar è una municipalità dei Paesi Bassi di 31 890 abitanti situata nella provincia della Gheldria.

## Località
Il comune è formato dall'insieme delle seguenti località:
Zevenaar, Angerlo, Babberich, Bahr, Bevermeer, Bingerden, Giesbeek, Lathum, Ooy, Oud-Zevenaar e Pannerden.

## Amministrazione

### Gemellaggi
Zevenaar è gemellata con:
- Tortona